# Uvarovistia zebra
Uvarovistia zebra is een rechtvleugelig insect uit de familie sabelsprinkhanen (Tettigoniidae). De wetenschappelijke naam van deze soort is voor het eerst geldig gepubliceerd in 1916 door Boris Petrovich Uvarov.